# Dendalo
Il torrente Dendalo è un corso d'acqua dell'Abruzzo, lungo circa 22 km, che nasce a valle del centro abitato di Guardiagrele, a un'altitudine di circa 437 m s.l.m. Scorre prevalentemente in direzione nord-est, fino a confluire nella riva orografica destra del fiume Foro, nei pressi del comune di Miglianico.

## Caratteristiche idrologiche
Il Dendalo presenta un regime tipicamente torrentizio. Lungo il suo corso non è stata riscontrata la presenza di fauna fluviale di grossa taglia; sono invece segnalati, da analisi microbatteriologiche, sporadici esemplari di organismi saprofagi.

## Ipotesi storiche e toponomastiche
Secondo ricostruzioni storiche avanzate da antropologi locali alla fine del XX secolo, il torrente Dendalo avrebbe costituito una via di penetrazione nell’entroterra per popolazioni slave giunte sulla costa adriatica. Questa teoria è una delle tre principali ipotesi sull'origine del soprannome "schiavoni", attribuito agli abitanti di Casacanditella, comune situato nell’alta valle del torrente.